# Phyllostachys edulis
Phyllostachys edulis (Листоколосник їстівний, бамбук мосо, кит.: 毛竹; піньїнь: máozhú маоцзу, яп. モウソウチク) — вид квіткових рослин родини тонконогові (Poaceae).

## Поширення
Вид у природі поширений на півдні Китаю та на Тайвані.

## Опис
Це найшвидкозростаюча рослина на Землі. За добу його стебло збільшується у висоту до 75 см. Правда, вирости до максимального розміру йому при культивувані, як правило, не дають.
Цей вид бамбука можна зрізати вже через 2 години після того, як насіння дадуть сходи. У цей час у листоколосника дуже м'які стебла, які вважаються делікатесними і використовуються в їжу. Страви з бамбуком застосовуються в китайській медицині: вони корисні для кісток, зубів, очей та інших органів.
Якщо листоколосник не зрізати відразу, то йому дають дорости до такого стану, щоб стовбури можна було використовувати як будівельний матеріал.
Якщо злак залишити рости, то своєї максимальної висоти в 30 м. Він досягне за кілька місяців, при цьому діаметр може перевищити півметра.

## Використання
Завдяки властивості бамбука швидко рости і високою морозостійкістю, тепер його культивують у багатьох країнах. Його використовують для будівництва, для виготовлення меблів. Бамбукові колоди вважаються недорогими. Серед сучасних трендів — бамбукові корпуси для гаджетів. Phyllostachys edulis використовується як обробний і будівельний матеріал, в текстильному і паперовому виробництві, з нього плетуть кошики і циновки, навіть роблять човни.